# Garbno (Polanów)
Garbno [ˈɡarbnɔ] (deutsch Gerbin) ist ein Dorf in der polnischen Woiwodschaft Westpommern. Es gehört zur Stadt- und Landgemeinde Polanów (Pollnow) im Powiat Koszaliński (Kreis Köslin).

## Geographische Lage
Das Angerdorf Garbno liegt an einer Nebenstraße, die Nadbór (Nadebahr) an der Woiwodschaftsstraße 206 (Koszalin (Köslin) – Miastko (Rummelsburg)) mit der Woiwodschaftsstraße 168 (Niedalino (Nedlin) – Drzewiany (Drawehn)) nahe dem Ort Cetuń (Zetthun) verbindet. Bis zur Kreisstadt Koszalin sind es 28 Kilometer, und Polanów liegt elf Kilometer entfernt. Bis 1946 war Nadebahr die nächste Bahnstation an der Kleinbahnstrecke Pollnow – Natzlaff der Schlawer Bahnen.
Nachbardörfer von Garbno sind: Rekowo (Reckow), Nacław, Jacinki (Jatzingen) mit Dadzewo (Datzow) und Rosocha (Rotzog) sowie Cetuń.
Das stark wellige Gelände, auf dem Garbno liegt, wird von einem Talgrund durchzogen, einem Urstromtal mit vielen Findlingen. Das Gelände gehört zum Baltischen Höhenrücken, und die Höhenlage des Ortes beträgt 110 Meter über NN. Die höchste Erhebung misst 142 Meter und liegt nordöstlich des Dorfes.

## Ortsname
Die Ortsbezeichnung soll aus dem Slawischen stammen und so viel wie Hügelort bedeuten.

## Geschichte
Gerbin war ein alter Rittersitz. Das Dorf gehörte zum Land Pollnow, das mit Stadt und Schloss im Jahre 1472 Herzog Erich II. im Tausch gegen einige Dörfer bei Schlawe (nämlich: Gerbin, Natzlaff, Rotzog, Datzow und Jatzingen) dem Peter von Glasenapp verlieh. Gerbin blieb bis 1718 im Besitz derer von Glasenapp. In diesem Jahr wurde das Dorf von Friedrich Ewald von Glasenapp an den Rittmeister Johann Christian Julius von Aschenbach verkauft.

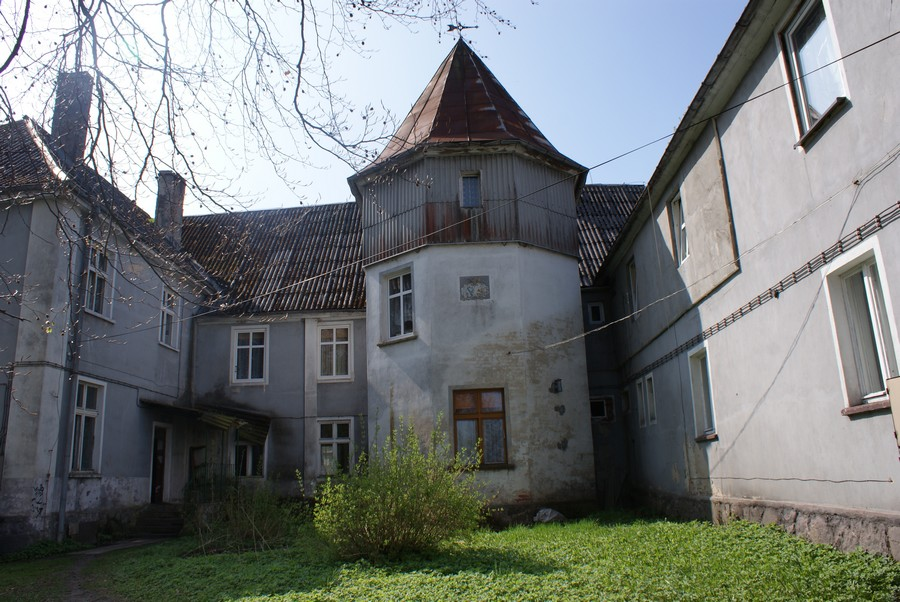
Ehemaliges Herrenhaus Gerbin

Damals waren im Ort: 6 Bauern, 2 Halbbauern, 1 Küster, 1 Schmiede, 1 Holzung, 1 Torfmoor sowie Fischerei im Nitzminsee (heute polnisch: Jezioro Nicemino). Zu Lebzeiten des von Aschenbach wurde das Vorwerk Juliusburg (Chojęcin) (1,8 Kilometer nordöstlich von Gerbin) angelegt. Auch das Herrenhaus mit fünf gewaltigen Granitstufen, flankiert von zwei Säulen, die einen aus einem Findling gehauenen Balkon trugen, entstand in dieser Zeit. Die Tochter des von Aschenbach verkaufte den Besitz 1820 an Ferdinand Kannenberg, der auch das Schloss Pollnow erwarb. Dessen Sohn Hermann Kannenberg veräußerte es 1879 an Karl Freiherr von Senden in Natzlaff. Sein Enkel Axel Freiherr von Senden war von 1935 bis 1945 letzter Herr auf Gut Gerbin.
Im Jahre 1818 lebten in dem Dorf 147 Einwohner, deren Zahl bis 1885 auf 415 anstieg und 1939 noch 327 betrug. Bis 1945 gehörte Gerbin mit seinen Ortschaften Dreilinden (Grzybkowo), Juliusburg (Chojęcin) und Wilhelmshof (Malczewo) zum Amt und Standesamt Natzlaff im Landkreis Schlawe i. Pom. im Regierungsbezirk Köslin der preußischen Provinz Pommern. Standesamtsunterlagen aus der Zeit vor 1945 lagern heute im Standesamt Polanów bzw. im Staatsarchiv Koszalin.
Am 1. März 1945 besetzten sowjetische Truppen den Ort. Die Bevölkerung blieb und wurde in der Folgezeit unter sowjetische, danach unter polnische Verwaltung gestellt. Das Gut wurde als Staatsbetrieb mit Hilfe deutscher Arbeitskräfte bis 1958 geführt. Im Herbst dieses Jahres verließen dann die letzten Deutschen ihre Heimat. Gerbin war als Garbno ein Teil der Stadt- und Landgemeinde Polanów geworden und gehört zum Powiat Koszaliński in der polnischen Woiwodschaft Westpommern (bis 1998 Woiwodschaft Köslin).

## Kirche

### Evangelische Kirchengemeinde Gerbin (bis 1945)
Vor 1945 waren die Einwohner von Gerbin fast ausnahmslos evangelischer Konfession. Der Ort bildete eine eigene Kirchengemeinde, die jedoch – wie die Kirchengemeinde Vellin (heute polnisch: Wielin) – zum Kirchspiel Pollnow gehörte. Die Dörfer Hildegardshöhe (Łokwica), Jatzingen (Jacinki), Rotzog (Rosocha), Schwarzin (Świeczyna), Sellberg (Stary Żelibórz), Vettrin (Wietrzno) und Zetthun waren außerdem in das Kirchspiel integriert. Es gehörte zum Kirchenkreis Schlawe (Sławno) der Kirchenprovinz Pommern der Kirche der Altpreußischen Union.
Die Kirchengemeinde Gerbin zählte 1940 insgesamt 1.198 Gemeindeglieder. Das Kirchenpatronat hatte zuletzt Gutsbesitzer Axel Freiherr von Senden inne. Die letzten deutschen Geistlichen vor 1945 waren die Pfarrer Johannes Krinke und Max Eichler in Pollnow.
Ursprünglich war Gerbin einmal eine selbständige Parochie. Aus dieser Zeit sind noch die Namen der Pfarrer Ambrosius Klock und Gregorius Start (ohne Zeitangaben) bekannt. Zwischen 1859 und 1874 wurden Hilfsprediger angestellt, die „vor Ort“ die Kirchengemeinde betreuten und deren Pfarrhaus noch vor 1945 erhalten war. Es waren:
1. Eugen Krumme, 1859–1860
2. Hermann Priebe, 1860–1862
3. Otto Gottlob Albin Holtzheuer, 1862–1864
4. Georg Wilhelm Julius Knittel, 1865–1867
5. Ernst Friedrich Heinrich Schmidt, 1867–1871
6. Karl Arno Balduin Mittag, 1873–1874.

Die Kirchenbücher der Kirchengemeinde Gerbin aus der Zeit vor 1945 werden im Landesarchiv in Greifswald aufbewahrt. Die heute in Garbno lebenden evangelischen Kirchenglieder werden vom Pfarramt in Koszalin in der Diözese Pommern-Großpolen der Evangelisch-Augsburgischen Kirche in Polen betreut.

### Kath. Kirchengemeinde Garbno (nach 1945)
Heute sind die Einwohner von Garbno überwiegend römisch-katholischer Konfession. Garbno ist – mit den Kirchengemeinden Kościernica (Kösternitz) und Nacław – eine Filialgemeinde in der Pfarrei Szczeglino (Steglin), die zum Dekanat Polanów im Bistum Koszalin-Kołobrzeg der Katholischen Kirche in Polen gehört. Seit 2005 ist hier Pfarrer Waldemar Składowski als Geistlicher tätig.

### Kirchengebäude
Die kleine Fachwerkkirche von Gerbin/Garbno stammt aus dem Jahre 1769. Auf dem von Säulen umgebenen Altaraufbau befanden sich bis 1945 Ölgemälde, mit der Darstellung des Abendmahls, der Kreuzigung und der Himmelfahrt. Die Kanzel war in Schnitzwerk gehalten.
Nach dem Zweiten Weltkrieg wurde das Gotteshaus zu Gunsten der Katholischen Kirche in Polen enteignet. Am 13. Juni 1948 ist sie dem Heiligen Antoni Padewski (Antonius von Padua) geweiht worden.

## Schule
Das alte Schulgebäude wurde bis 1945 genutzt und lag am Dorfteich. Bereits 1718 wurde in Gerbin ein Schulhalter erwähnt. Der letzte deutsche Lehrer war Hermann Frömming.

## Söhne und Töchter des Ortes
- Karl Marschall von Sulicki (1803–1877), preußischer Generalmajor, zuletzt Kommandeur der 31. Infanterie-Brigade